# Wals voor orkest
De Wals voor orkest is een vroege compositie van Hjalmar Borgstrøm. Het werk wordt soms ingedeeld als opus 32, maar dat in onjuist. Borgstrøm schreef het werk in de jaren ’80 van de 19e eeuw onder zijn werkelijke naam (maar dan verbasterd) Hjalmar Jensson. Hij wijzigde zijn naam in 1887 in Borgstrøm.
Borgstrøm schreef het voor
- 2 dwarsfluiten, 1 hobo, 2 klarinetten, 1 fagot
- 2 hoorns, 2 cornet, 1 trombone
- pauken
- violen, altviolen, celli, contrabassen

Het werkje was kortdurend, want de afzonderlijke partijen nemen niet meer dan een A-viertje in beslag.